# Softpedia
Softpedia е уебсайт, който индексира информация и предоставя предимно информация за софтуери и изтегляния. Основните му раздели са Windows, Mac, Mac PPC, Linux, игри, ръчни (мобилен софтуер), драйвери, мобилни устройства, уебсайтове и новини. Обхваща теми в сферата от технологията, науката, здравето и развлеченията от външни и вътрешни източници и предоставя прегледи на софтуер и игри. Softpedia не презаписва софтуер за дистрибуция, а осигурява директното му изтегляне в оригиналната му форма за разпространение, с връзки към изтеглянията на разработчиците.
Уебсайтът е основан през 2001 г., базиран в Букурещ, Румъния.
Категориите за софтуери са подредени йерархично и се моделират по пътищата на файловата система на Windows, като „C: \ Инструменти за мобилни телефони \ Sony Ericsson“. Потребителите имат възможност да сортират по критерии като датата на последната актуализация, броя на изтеглянията или оценката. Има три режима на гледане, нормален, безплатен или Shareware, което позволява на потребителите да екранизират определени видове софтуер.